# مطرح‌ترین ترانه‌ها (آلبوم موریسی)
«مطرح‌ترین ترانه‌ها» آلبومی از هنرمند اهل انگلستان موریسی است که در سال ۲۰۰۸ میلادی منتشر شد.